# کلوکوتشی
کلوکوتشی (به چکی: Klokočí) یک منطقهٔ مسکونی در جمهوری چک است که در ناحیه سمیلی واقع شده‌است.